# 小獵犬
小獵犬（英語：Beagle），又稱獵兔犬、小獵兔犬，也音譯為米格魯、比格犬，是一種小型至中型的犬種。在分類上屬於獵犬，它的外觀近似獵狐犬，但是體形較小。
小獵犬最早用於狩獵，現今在世界各地受到許多人的歡迎，被當成家庭寵物。美國漫畫《花生漫畫》中的主角史努比，被認為可能是全世界最出名的虛構小獵犬。

## 名字由來
小獵犬（英語：Beagle）這個名稱在英文中首次出現，大約在14世紀。其來源可能是來自古英文、法文或蓋爾語中的beag，意思是小，或是法語：（字面意思是張大嘴巴），也可能是起源自法語：（意為吼叫），或是德語：（意為叫罵）。
源自於歐洲，經由法國傳入英國。在英國被視為獵犬，且因體型屬於小型犬，因此專門用來獵兔子，所以才有「獵兔犬」的稱號，其嗅覺敏銳因此又有「聞血獵犬」的稱號。米格魯獵兔犬的吠聲比其他獵犬高亢，故有「森林之鈴」之稱。
台灣稱為米格魯，是由日語：音譯而來。

## 起源
有關於米格魯的起源以現有的資料來說並不十分清楚，但一般都認為牠是古希臘時代獵兔犬的後裔。
11世紀時，征服者威廉將塔爾特犬由法國帶至英國，成為米格魯的祖先之一。中世紀時，在英文中出現beagle這個字，用來廣泛稱呼任何一種小型獵犬。跟現代犬種類似的小獵犬，約在十五、十六世紀才漸漸被培育出來。在愛德華二世與亨利七世時代，他們養了一群稱為手套小獵犬（Glove Beagles）的狗，這個名稱由來是因為這些狗的體型小到可以放到手套裏。伊麗莎白一世繼續培育這個血統的獵犬，稱為口袋小獵犬（Pocket Beagle），它們肩高（由肩膀至地面）約20至23公分（8至9英吋），小到可以放進口袋或鞍囊。當時它們被使用在狩獵中，大型的獵犬負責在地面追逐獵物，之後再放出小獵犬，由它們追逐跑到灌木樹叢中的獵物。
到十八世紀時，小獵犬的定義已經出現。
米格魯與英國皇室的淵源頗深，約在十六世紀到十七世紀的時期英國正值狩獵風潮。英國皇室養育了許多名犬以配合皇家出遊打獵，而短小精悍的米格魯被訓練成專門狩獵小型獵物，而小型獵物中以兔子最為靈敏與珍貴，因此兔子經常是米格魯獵捕的重要對象。也因米格魯獵捕兔子成果驚人，因此被冠上「兔子殺手」的稱號，久而久之就被稱為獵兔犬。
後來狩獵風潮逐漸退去，米格魯開始轉型成為家庭犬。活潑好動的米格魯在成為家庭犬之初並不太受歡迎，其原因為太過好動難以馴服，但在後來專業訓狗人士與獸醫的幫忙下逐漸適應人類的家庭生活，最後成為家庭犬的一份子。美國米格魯俱樂部與美國育犬協會曾做了粗略評估，現在全世界的米格魯大約有十萬隻上下，作為活潑可愛的家庭犬在世界各地活躍。

## 辨別米格魯
米格魯由於和巴吉度獵犬相似，且目前不良狗販充斥，常讓米格魯與其他犬種交配並自稱為是正統的米格魯以拉高價錢，導致許多人受害，因此美國育犬協會與美國米格魯俱樂部特地條列訂出許多辨別米格魯特徵，以方便人們日後的鑑定。
- 垂耳：可說是米格魯最大的特徵與賣點。米格魯的耳朵規定不能長過鼻頭，且耳朵下緣是圓且寬。
- 色澤：以黃、黑、白三元色為主。
黃色：散佈於頭、耳朵、四肢的上半部、尾巴的下半部。
黑色：主要在背部同時也是快速辨別是否為米格魯的最大象徵。
白色：白色在最近常常被強調，因為以往以背部黑色做辨別的方法，隨著時代的改變已經不適用。標準的米格魯尾巴後端必須要有白色四隻腳也是，鼻樑一定有白色。
- 體型：大約介於13吋到15吋之間，屬標準的中型犬。
- 體格：腹部拍摸起來應該是強健有肉。
- 尾巴：米格魯除了生病、飢餓或是心情不佳以外，尾巴幾乎都是往上翹，尾巴的弧度有如銳利的鐮刀。

## 個性

### 優點
- 具親和力：米格魯天性活潑不怕生且非常喜歡親近人類。
- 服從性高：米格魯愛親近人類，因此只要多加管教要訓練成名犬是非常簡單的事情。
- 敏銳嗅覺：米格魯的鼻子嗅覺比起其他中型犬還要優秀，因此後來被人們訓練成檢疫偵測犬，現在世界各地的大機場都常能看到米格魯與人們一起執行過濾旅客是否有攜帶動植物入境的任務。
- 運動力佳：米格魯的體力與耐力在狩獵犬中十分有名，因此對於喜歡與狗散步或者運動的人是絕佳的選擇。
- 身體健康：經過美國獸醫學會與美國育犬協會的調查，米格魯患病機率在中型狗中是最少的，因此只要好好養育通常沒有生病的困擾。
- 合群：昔日被用於集體狩獵的米格魯，與其他狗的協調力佳，適合想要飼養好幾隻狗的人。

### 缺點
- 叫聲過大：米格魯的外號為「森林之鈴」，在古代狩獵為大聲呼喊以警示主人本來是個優點，但在現在反而成為缺點。而米格魯又是警覺性高的犬種，因此有風吹草動往往會大吼大叫，這對住在公寓大廈式的人們來說是一大惡夢。
- 食慾過剩：米格魯是個標準的大胃王。曾有專家測試結果發現，米格魯無論給牠多少食物都一定吃完，甚至吃到肚子過撐才肯停下來。吃多而肥胖往往會導致米格魯產生心血管方面的疾病，因此管控食量是個重大注意事項。注意其有愛吃的習性。
- 活潑好動：米格魯的活潑雖然帶給人們親和力與陽光的一面，但米格魯的體能過盛，如果沒有適當抒發，可能會引起破壞行為。
- 容易忘形：米格魯常一玩瘋，就有如脫韁的野馬，不受主人管控，因此對米格魯情緒的拿捏要特別注意。
- 好奇心重、愛搞破壞：米格魯的好奇心可說是狗界第一，對於什麼事物都要抓抓咬咬來確定。但偏偏米格魯的牙齒非常尖銳，因此被牠抓過之後往往慘不忍睹；再加上米格魯體力過剩，因此玩性大發又沒做好管控，可能家具等家庭物品會遭殃。

## 常見疾病
以下為美國育犬協會與美國米格魯俱樂部所發現的米格魯傳統疾病。
- 心臟病：米格魯的體質容易發胖，且發胖容易影響到心臟的負荷。許多米格魯都是由肥胖進而引發心臟病死亡，因此控制米格魯體重與預防心臟病就成了養育的注意事項。
- 極端咬合不正：此缺點雖然對米格魯影響不大，但如果米格魯凶性大發攻擊人的話，此牙齒排列容易撕傷人類的皮膚。
- 隱睪症：有計畫要讓雄性米格魯生育的主人要特別注意，米格魯的睪丸因不明原因，常常無法掉落到正常部位。因此如果沒加以注意並治療，容易導致米格魯不孕。
- 體臭：米格魯的汗腺比起其他狗種來說不是很發達，因此不經常洗澡很容易引起惡臭。

## 品種
- 英國：米格魯的原產地英國的體型大多在16英吋（41公分）左右，在英國狗展中如果超越16英吋的米格魯將會喪失資格。
- 美國：米格魯在十九世紀中葉被引進美國進行培植養育，經過美國改良後的米格魯體型大多不超過15吋（約38公分），大部分都維持在13英吋上下（33公分）。且在美國狗展中，如果參賽米格魯超過此標準就會喪失資格。

## 相近血親
- 檸檬色系米格魯：主要毛色為檸檬黃與白色相間，經專家研究可能是早期因為交配問題而產生基因異同的現象，但各方面均與傳統米格魯無異。
- 黃褐色系米格魯：與檸檬色系米格魯相同，只是毛色主要為黃褐色、白色、黃紅色。
- 薩摩米格魯：主要出現在日本。根據日本育犬協會的調查，此犬種最早在世界大戰之前經英國人士從鹿兒島引進。可能與當地犬種混血因此體型與臉型都太不相同，因此一度傳出不被認同為米格魯的血親，但後來日本育犬協會的極力爭取才被承認。

## 飼養問題
- 個性管理：米格魯是個自我意識頗高的狗種。如果主人從小就溺愛，久而久之米格魯很容易就不再尊重主人進而導致教導的困難。
- 控制飲食：米格魯的貪吃非常有名。因此要注意食物方面的控制，且家庭中的食物也要好好安放以免被米格魯偷偷抓來吃。
- 家庭環境：承上，米格魯由於很愛吃又愛到處亂舔。因此如果家庭環境不夠清潔可能會讓米格魯吃進髒東西而導致生病。
- 注意耳垢：米格魯的大垂耳常有許多污垢，飼主必須隨時注意清潔。如果太久沒清可能會讓米格魯有長膿的危險。
- 身體清潔：米格魯雖屬短毛犬，但毛密度非常高。再加上米格魯天生體臭嚴重，因此定期洗澡是必備課程。
- 腳踝問題：生性好動的米格魯常東跑西跑。有時候容易傷到腳踝，而米格魯忍痛一流，常到很嚴重時才被主人發現，因此定期要注意米格魯腳部的狀況。

每日運動量建議：

- 5個月以前：因為幼犬的體質較脆弱，疫苗也尚未注射完全，建議在室內活動就好。

- 6到8個月大：雖然可以從事室外活動，但發育未完成，為避免運動過度造成的骨骼問題，最好也不要進行激烈的運動，在可以控管範圍內(如院子、圈場)活動就可。

- 9個月後：需要充足而大量的運動，最好能達到一天兩次，一次30分鐘的運動量，人類可以快走或騎腳踏車的方式帶領，跑約3-4公里。充足運動可保米格魯身體健康且個性穩定，有效抑制狗狗亂咬東西或亂叫的行為。

## 社會現象

### 正面
- 米格魯曾被美國漫畫家塑造成為人見人愛的「史努比」，貪吃貪玩愛黏人的史努比曾讓不少人為之瘋狂，也因史努比的影響讓米格魯在美國人氣中一直居高不下。
- 在台灣隨著高樓大廈的逐漸擴展，許多家庭大多以養小型寵物狗為主。屬於中型犬的米格魯並未在此風潮中受到影響，根據台灣育犬協會與網路投票中顯示，米格魯常常名列十大台灣受歡迎的犬種，其魅力足以和其他人氣小型犬比擬。

### 負面
- 由於米格魯炙手可熱，因此許多不肖狗商大量繁殖米格魯。導致品質血緣大幅下降，因此導致常常有賣不出去的米格魯被狠心拋棄成為流浪犬的傳聞。
- 米格魯生性好動，雖然經過培育大致上已經逐漸穩重。但米格魯仍有突然暴衝的危險性，因此有許多不具愛心的飼主久了厭煩就拋棄，導致米格魯最近常成為流浪犬俱樂部的一員。